# Vasily Yakemenko
Vasily Grigoryevich Yakemenko (em russo:  Василий Григорьевич Якеменко), nascido em 1971 em Lyubertsy, Óblast de Moscou, União Soviética) é um político russo, fundador e líder de diversos movimentos jovens a favor do governo de Vladimir Putin.
Em maio de 2000 fundou o movimento Caminhando Juntos, que ganhou notoriedade por seu embate contra os livros de Vladimir Sorokin e a banda Leningrado. Em 2005 tornou-se líder do movimento Nashi, um novo movimento jovem pró-Putin.